# Aigua sobreescalfada

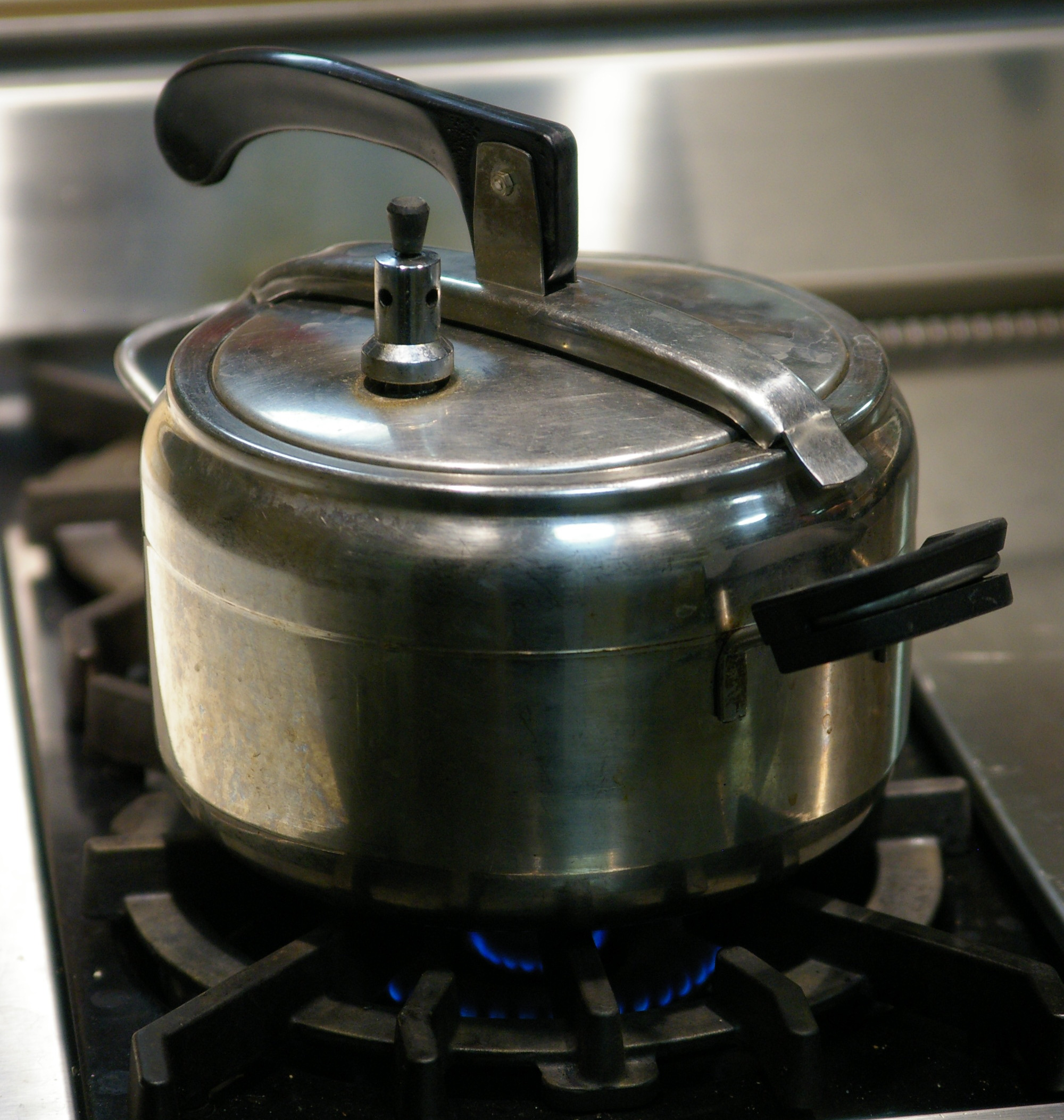
L'olla a pressió produeix aigua sobreescalfada, la qual cou el menjar més de pressa que l'aigua bullint.

L'Aigua sobreescalfada, en anglès:Superheated water, és aigua líquida sota pressió a temperatures entre l'usual punt d'ebullició, 100 °C, i la temperatura crítica, 374 °C. També es coneix com a "aigua subcrítica" o "aigua calenta pressuritzada." L'aigua sobreescalfada és estable perquè està en un recipient segellat on l'aigua líquida està en equilibri amb el vapor d'aigua a la pressió de vapor saturada. És diferent del terme sobreescalfament (superheating) el qual es refereix a aigua a pressió atmosfèrica per sobre del punt d'ebullició normal, la qual no ha bullit a causa de la pèrdua de llocs de nucleació (de vegades s'experimenta escalfant líquids en un microones).
Moltes de les propietats anòmales de l'aigua es deuen als seus enllaços d'hidrogen molt forts. En l'aigua sobreescalfada la solubilitat dels materials orgànics s'incrementa i així l'aigua pot actuar com un solvent, reactiu i catalitzador en aplicacions industrials i analítiques.

## Canvi de les propietats amb la temperatures
Totes les matèries canvien amb la temperatura, però l'aigua mostra canvis més grans dels que es podria esperar. La viscositat i la tensió superficial de l'aigua davalla i la difusió s'incrementa quan la temperatura puja.

| T (°C) | Fracció molar |
| ------ | ------------- |
| 50     | 5.41 x 10−8   |
| 100    | 1.8 x 10−6    |
| 150    | 6.43 x 10−5   |
| 200    | 1.58 x 10−3   |

Així l'aigua sobreescalfada es pot usar per processar molts compostos orgànics amb benefici mediambiental significatiu respecte l'ús de solvents orgànics convencionals.

## Corrosió
L'aigua sobreescalfada pot ser més corrosiva que l'aigua a temperatures ordinàries, i a temperatures per sobre de 300 °C es necessiten aliatges especialment resistents.
i les cel·les d'acer inoxidable mostren només un lleuger deteriorament després de 40-50 usos a temperatures fins a 350 °C.

## Reaccions
L'aigua sobreescalfada junt amb aigua supercrítica s'ha usat per oxidar matèries perilloses en el procediment d'oxidació humida. Com que la concentració d'ions oxoni i hidròxid són 100 vegades superiors que en l'aigua normal a 25 °C, l'aigua sobreescalfada pot actuar com un àcid més fort i una base química més forta en molts tipus de reacció.
Els triacilglicerols es poden hidrolitzar a àcids grassos lliures i glicerol amb aigua sobreescalfada a 275 °C,
el qual pot ser el primer dels dos estadis per a fer biodiesel.